# ایتاوسا
ایتاوسا (به پرتغالی: Itaúsa) شرکت خوشه‌ای برزیلی است، که مالک شمار زیادی شرکت تابعه و زیرمجموعه می‌باشد، که اغلب در زمینه‌های الکترونیک، مواد شیمیایی، بهداشت و سلامت و خدمات مالی فعالیت می‌کنند. 
شرکت ایتاوسا در سال ۱۹۶۶ تأسیس شد. دفتر مرکزی این شرکت در شهر سائوپائولو، برزیل قرار دارد و بخشی از سهام آن در بازار بورس سائوپائولو معامله می‌شود. از شرکت‌های زیرمجموعه ایتاوسا می‌توان به ایتاو یونی‌بانکو، دوراتکس و ایتاوتک اشاره کرد.